# Mesaspis gadovii
Espèce
Synonymes
- Gerrhonotus gadovii Boulenger, 1913
- Barisia gadovii levigata Tihen, 1949

Statut de conservation UICN

 LC  : Préoccupation mineure
Mesaspis gadovii est une espèce de sauriens de la famille des Anguidae.

## Répartition
Cette espèce est endémique du Mexique. Elle se rencontre entre 2 000 et 3 000 m d'altitude au Guerrero et en Oaxaca.

## Liste des sous-espèces
Selon The Reptile Database (31 mai 2012) :
- Mesaspis gadovii gadovii (Boulenger, 1913) du Guerrero
- Mesaspis gadovii levigata (Tihen, 1949) d'Oaxaca

## Étymologie
Cette espèce est nommée en l'honneur de Hans Friedrich Gadow.

## Publications originales
- Boulenger, 1913 : Descriptions of new lizards in the collection of the British Museum. Annals and Magazine of Natural History, sér. 8, vol. 12, p. 563-565 (texte intégral)
- Tihen, 1949 : A review of the lizard genus Barisia. University of Kansas Science Bulletin, vol. 33, no 3, p. 217-254 (texte intégral)